# VOY@GER
「VOY@GER」（ボイジャー）は、2021年8月4日に発売されたアイドルマスターシリーズの楽曲。同シリーズの2021年のイメージソング。

## 概要
アイドルマスターシリーズの2021年のイメージソングとして制作。2021年7月26日に配信された「アイドルマスター 16周年記念生配信 〜16th Anniversary P@rty!!!!!〜」にて発表された。また、コンセプトムービーの制作が発表された。作詞は烏屋茶房、作曲・編曲は井上馨太（MONACA）。
歌唱者はシリーズの各ブランド（765プロ、シンデレラガールズ、ミリオンライブ！、SideM、シャイニーカラーズ）のキャラクターから3名ずつ、合計15名によるものとなっている。ユニット名義は「なんどでも笑おう」と同じく「THE IDOLM@STER FIVE STARS!!!!!」だが、参加メンバーは天海春香を除き全員入れ替わっている。
販売形態は各ブランドごと合計5種類が同時発売され、CDには15名全員によるバージョン・各ブランドに所属する3名ずつによるバージョン・ソロリミックス各3種が収録される。765PRO ALLSTARS盤・シンデレラガールズ盤は日本コロムビアから、ミリオンライブ！盤・SideM盤・シャイニーカラーズ盤はランティスから発売される。
2021年8月25日、コンセプトムービーが配信された。コンセプトムービーの監督・キャラクターデザインは『THE IDOLM@STER』、『THE IDOLM@STER MOVIE 輝きの向こう側へ!』で監督・キャラクターデザイン等を務めた錦織敦史。アニメーション制作はアイドルマスターシリーズのアニメを手掛けたA-1 Picturesから分割したCloverWorksとスタジオカラー。

## 収録曲

### 765PRO ALLSTARS盤
1. VOY@GER
歌：THE IDOLM@STER FIVE STARS!!!!!
作詞：烏屋茶房、作曲・編曲：井上馨太（MONACA）
2. VOY@GER オリジナル・カラオケ
3. VOY@GER 765PRO ALLSTARSバージョン
歌：765PRO ALLSTARS（天海春香、菊地真、四条貴音）
4. VOY@GER 天海春香ソロ・リミックス
歌：天海春香
5. VOY@GER 菊地真ソロ・リミックス
歌：菊地真
6. VOY@GER 四条貴音ソロ・リミックス
歌：四条貴音

### シンデレラガールズ盤
1. VOY@GER
歌：THE IDOLM@STER FIVE STARS!!!!!
2. VOY@GER オリジナル・カラオケ
3. VOY@GER シンデレラガールズバージョン
歌：CINDERELLA GIRLS（塩見周子、新田美波、久川颯）
4. VOY@GER 塩見周子ソロ・リミックス
歌：塩見周子
5. VOY@GER 新田美波ソロ・リミックス
歌：新田美波
6. VOY@GER 久川颯ソロ・リミックス
歌：久川颯

### ミリオンライブ！盤
1. VOY@GER
歌：THE IDOLM@STER FIVE STARS!!!!!
2. VOY@GER オリジナル・カラオケ
3. VOY@GER ミリオンライブ！バージョン
歌：MILLIONSTARS（高坂海美、白石紬、望月杏奈）
4. VOY@GER 高坂海美ソロバージョン
歌：高坂海美
5. VOY@GER 白石紬ソロバージョン
歌：白石紬
6. VOY@GER 望月杏奈ソロバージョン
歌：望月杏奈

### SideM盤
1. VOY@GER
歌：THE IDOLM@STER FIVE STARS!!!!!
2. VOY@GER オリジナル・カラオケ
3. VOY@GER SideMバージョン
歌：315 STARS（鷹城恭二、黒野玄武、古論クリス）
4. VOY@GER 鷹城恭二 ソロver.
歌：鷹城恭二
5. VOY@GER 黒野玄武 ソロver.
歌：黒野玄武
6. VOY@GER 古論クリス ソロver.
歌：古論クリス

### シャイニーカラーズ盤
1. VOY@GER
歌：THE IDOLM@STER FIVE STARS!!!!!
2. VOY@GER オリジナル・カラオケ
3. VOY@GER シャイニーカラーズVer.
歌：シャイニーカラーズ（有栖川夏葉、黛冬優子、浅倉透）
4. VOY@GER 有栖川夏葉Ver.
歌：有栖川夏葉
5. VOY@GER 黛冬優子Ver.
歌：黛冬優子
6. VOY@GER 浅倉透Ver.
歌：浅倉透

### ユニットメンバー
1. 1 2 3  天海春香（中村繪里子）、菊地真（平田宏美）、四条貴音（原由実）、塩見周子（ルゥティン）、新田美波（洲崎綾）、久川颯（長江里加）、高坂海美（上田麗奈）、白石紬（南早紀）、望月杏奈（夏川椎菜）、鷹城恭二（梅原裕一郎）、黒野玄武（深町寿成）、古論クリス（駒田航）、有栖川夏葉（涼本あきほ）、黛冬優子（幸村恵理）、浅倉透（和久井優）